# Paul Wels
Paul Wels (* 2. Februar 1890 in Binnenwalde, Landkreis Goldap in Ostpreußen; † 1. Juli 1963 in Offenbach am Main; vollständiger Name: Bruno Paul Wilhelm Wels) war ein deutscher Pharmakologe und Strahlenbiologe. Er fungierte von 1928 bis 1958 als Professor und Institutsdirektor an der Universität Greifswald und wurde für seine Forschung, deren Schwerpunkt die Strahlenbiologie war, unter anderem 1938 in die Leopoldina aufgenommen. Er war während der Zeit des Nationalsozialismus an Forschungen zu chemischen Kampfstoffen beteiligt, die auch Versuche an Freiwilligen beinhalteten.

## Leben
Paul Wels wurde 1890 im ostpreußischen Binnenwalde geboren und absolvierte nach dem Besuch des Realgymnasiums in Insterburg ein Studium der Medizin an der Universität Königsberg. Er promovierte 1917 mit einer Arbeit zum Einfluss von Adrenalin auf die Nierentätigkeit an der Universität Kiel, an der er 1924 auch die Habilitation für das Fach Innere Medizin erlangte. Ab 1928 fungierte er in Nachfolge von Otto Riesser als Direktor des Pharmakologischen Instituts der Universität Greifswald.
Nach der Machtübergabe an die Nationalsozialisten wurde Paul Wels 1933 Mitglied der SA, später wechselte er zum NS-Fliegerkorps. Zudem gehörte er dem NS-Lehrerbund und der NSV an. Im Zweiten Weltkrieg war er in Personalunion am Institut für Allgemeine Pharmakologie und Wehrtoxologie der Berliner Militärärztlichen Akademie tätig. Ausweislich der Antragsakten war er an Versuchen zum Kampfstoff Lost beteiligt, so mit dem von der DFG geförderten Projekt „Behandlung von Gelbkreuzschäden mit bestrahlten Eiweißlösungen“. Dabei wurden Studenten, die sich freiwillig meldeten, Verletzungen mit dem Kampfstoff zugefügt und dann behandelt.
Nach dem Ende des Zweiten Weltkrieges wurde er 1946 zunächst aus dem Professorenamt entlassen. Zwei Jahre später konnte er seine wissenschaftliche Tätigkeit an der Universität Greifswald jedoch wieder aufnehmen, an der er bis 1958 tätig war. Er starb 1963 in Offenbach am Main.

## Wirken
Das Forschungsinteresse von Paul Wels galt insbesondere den Auswirkungen von Röntgenstrahlung auf verschiedene Zellen und von Ultraviolettstrahlung auf die Haut, sowie der pharmakologischen Wirkung bestrahlter Substanzen. Zu seinen Schülern in Greifswald zählten unter anderem Kurt Repke, Peter Holtz und Fritz Markwardt.
Paul Wels gehörte ab 1938 der Deutschen Akademie der Naturforscher Leopoldina an und war ab 1955 ordentliches Mitglied der Deutschen Akademie der Wissenschaften zu Berlin. In den Jahren 1953/1954 fungierte er als Vorsitzender der Deutschen Pharmakologischen Gesellschaft, die ihn darüber hinaus zum Ehrenmitglied ernannte.